# Ташкентская духовная семинария
Ташкентская духовная семинария (узб. Toshkent diniy seminariyasi) — высшее духовное учебное заведение Среднеазиатского митрополичьего округа Русской православной церкви, готовящее священно- и церковнослужителей.

## История
Об открытии в Туркестанской епархии духовной семинарии хлопотал ещё епископ Никон (Богоявленский) в конце XIX века, однако из-за противодействия чиновников семинария открыта не была.
В 1990 году стараниями епископа Владимира (Икима) было открыто Ташкентское Духовное Училище с двухгодичным сроком обучения. 1 октября 1990 года Священный Синод Русской православной церкви благословил открытие Духовного училища при Ташкентском епархиальном управлении.
Определением Священного Синода от 9 апреля 1998 года духовное училище реорганизовано в семинарию.
21 июля 1998 года Министерством юстиции Республики Узбекистан Ташкентская Духовная Семинария получила юридическую регистрацию. 22 января 1999 года Семинария получила лицензию на свою деятельность.
Семинария разместилась в здании бывшего военного госпиталя царской армии. В последующем это здание использовалось под лаборатории института вакцины и прививок, а после в качестве прозекторской судебно-медицинской экспертизы.
Первый набор в Семинарию был осуществлён в сентябре 1998 года. На первый курс поступило 13 человек. С этого времени, каждый год Семинария принимает новых абитуриентов в свои стены. В сентябре 2002 года все пять курсов были укомплектованы.
В 2002 году было введено в строй новое благоустроенное двухэтажное здание общежития ТДС, разделенное на просторные комнаты — кельи, в каждой из которой проживают 4 человека.
Учебная программа ТДС составлена на основе Учебной программы Московской Духовной Семинарии. Но кроме общего семинарского курса студенты ТДС изучают ряд других учебных дисциплин, знание которых будет необходимо в дальнейшем служении в Церкви.
В Ташкентской духовной семинарии имеются три факультета (отделения):
- Пастырско-богословское отделение — Бакалавриат (срок обучения 5 года).
- Катехизаторское (женское) отделение — Средне-специальное учебное заведение (срок обучения 3 года)
- Регентское (женское) отделение.

## Учёный совет
- Ректор ТДС — митрополит Викентий (Морарь).
- проректор по учебной части — протоиерей Сергий Стаценко;
- второй проректор по учебной части — Дорофеев Роман Викторович.
- проректор по воспитательной части ― иеромонах Михаил (Столяров)
- проректор по научной части - Флыгин Юрий Степанович;
- заведующий канцелярией ТДС — Петров Максим Викторович

## Ректоры
- митрополит Владимир (Иким) (9 апреля 1998 — 5 октября 2011)
- митрополит Викентий (Морарь) (с 5 октября 2011)